# Frailea phaeodisca
Frailea phaeodisca är en kaktusväxtart som först beskrevs av Carlos Luis Spegazzini, och fick sitt nu gällande namn av Spreg. Frailea phaeodisca ingår i släktet Frailea och familjen kaktusväxter. Inga underarter finns listade i Catalogue of Life.

## Bildgalleri

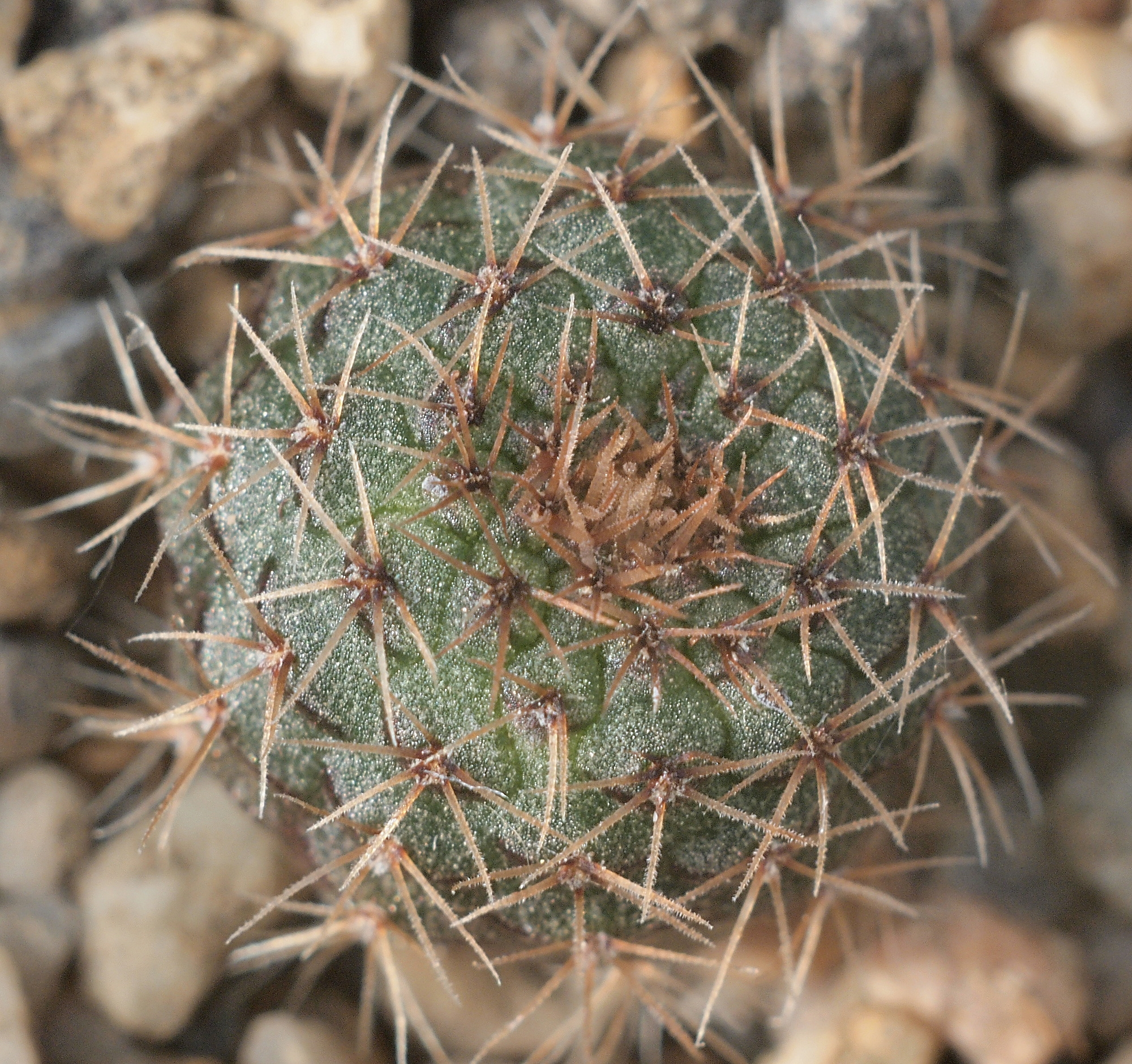
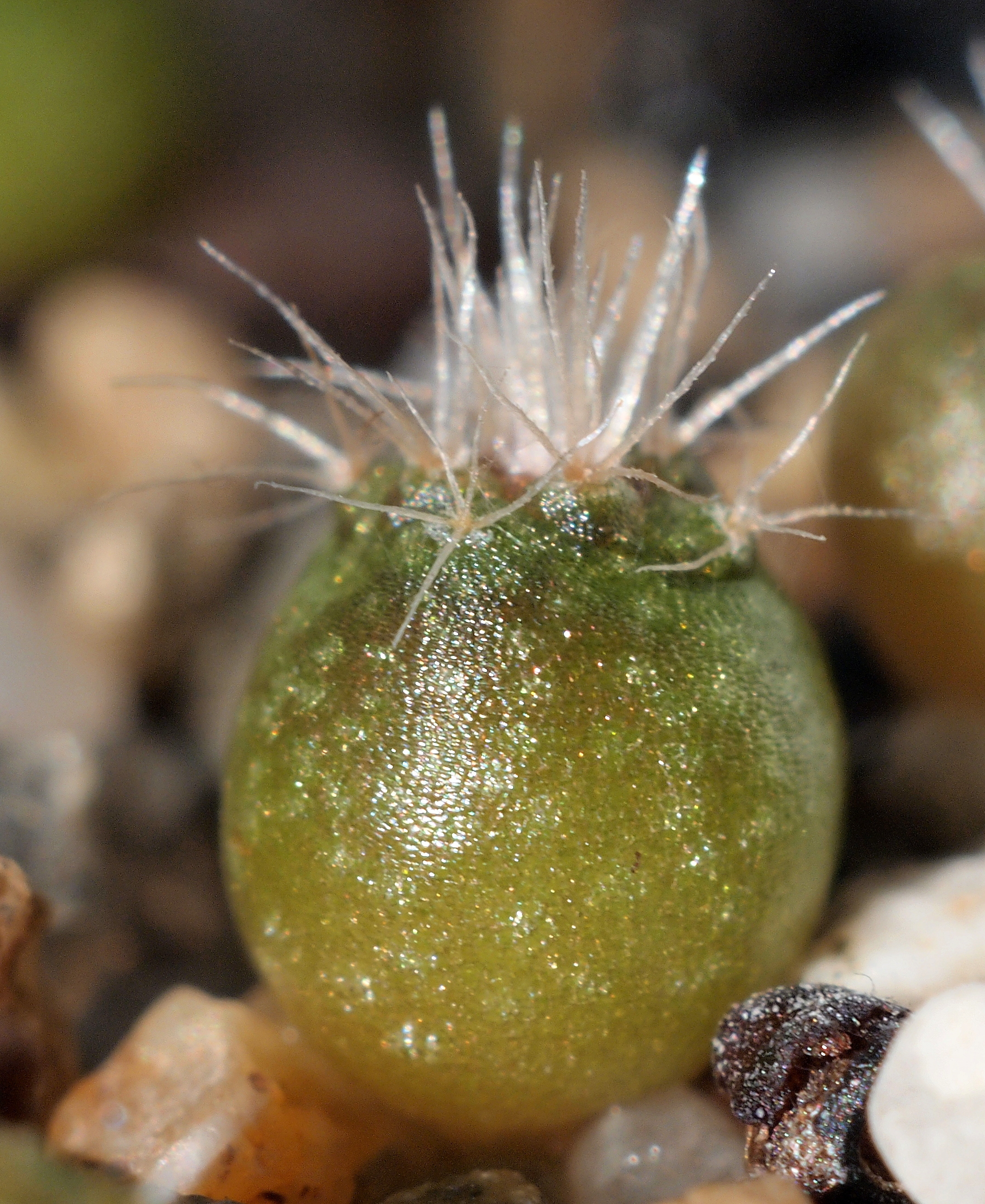